# Iguane marin des Galapagos
Amblyrhynchus cristatus
Genre
Espèce
Synonymes
- Iguana ater Gray, 1831
- Amblyrhincus demarlii Duméril & Bibron, 1837

Statut de conservation UICN

 VU B2ac(iv) : Vulnérable
Statut CITES
Amblyrhynchus cristatus, l'Iguane marin des Galapagos, unique représentant du genre Amblyrhynchus, est une espèce de sauriens de la famille des Iguanidae.

## Répartition
Cette espèce est endémique des îles Galápagos.

## Description
Amblyrhynchus cristatus peut présenter des coloris noirs, gris, bruns, ocres, bleu-verts, roses ou rouges. Les jeunes ont une bande dorsale de couleur plus claire et quelques spécimens adultes sont de couleur grise. Chez les mâles adultes, la coloration varie avec la saison : à la saison de reproduction, les mâles des îles du sud (Île Española, île Floreana…) sont les plus colorés et arborent des couleurs rouge et bleu-vert, sur l'île Santa Cruz, ils sont rouge brique et noirs de jais, et sur l'île Fernandina, rouge brique ou verdâtres.
La raison pour laquelle les tons sombres dominent, est que l'espèce doit absorber rapidement la chaleur solaire afin de minimiser la période de léthargie due au froid, après avoir perdu beaucoup de calories en allant brouter les algues dans l'océan Pacifique, froid autour des îles en raison du courant de Humboldt. Les couleurs sombres absorbent plus d'énergie solaire et favorisent ainsi le réchauffement de l'animal qui est ectotherme. Les Iguanes marins ont souvent la tête blanchie par les dépôts de sel expulsé par leurs glandes nasales. 

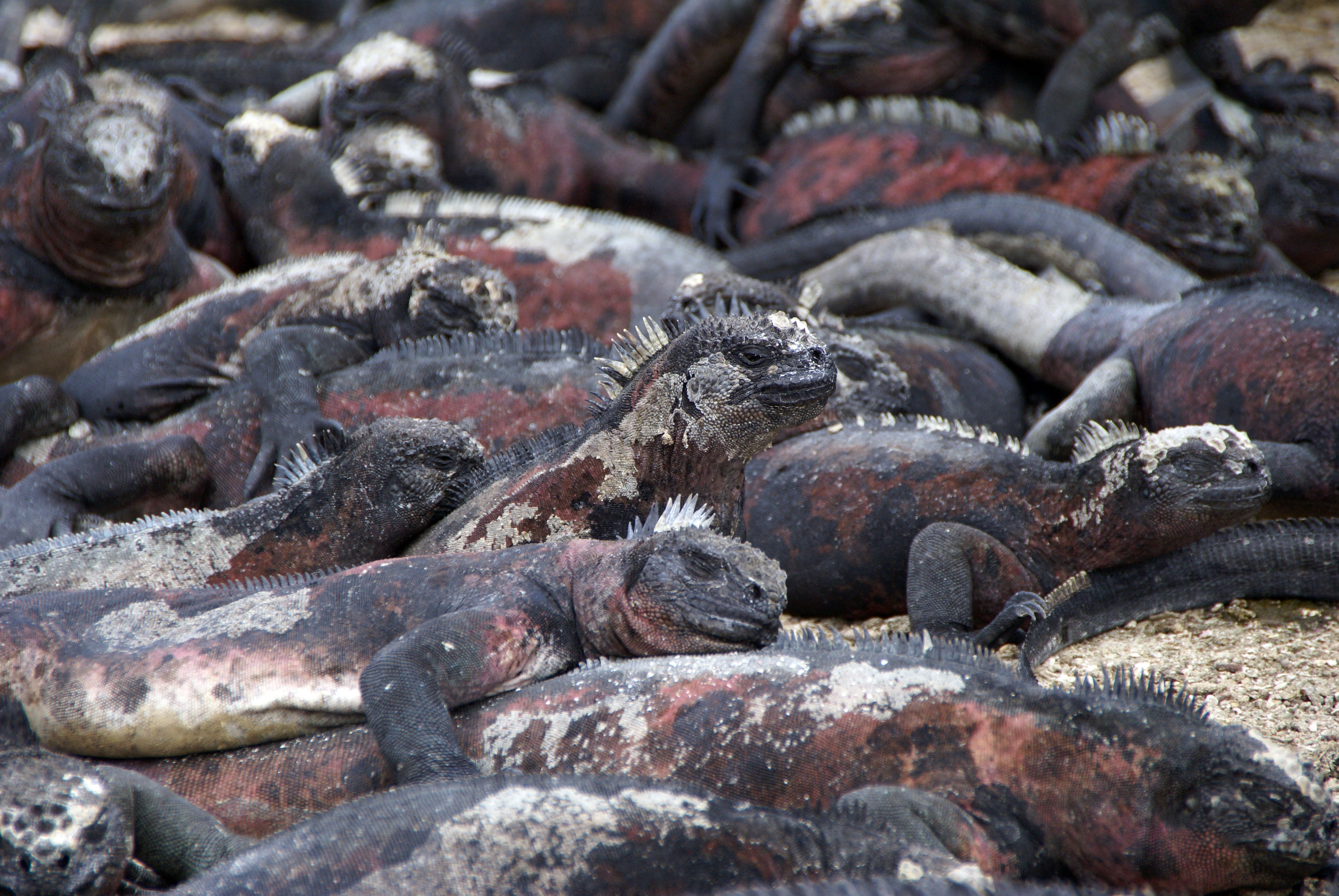
Une troupe d'iguanes marins.
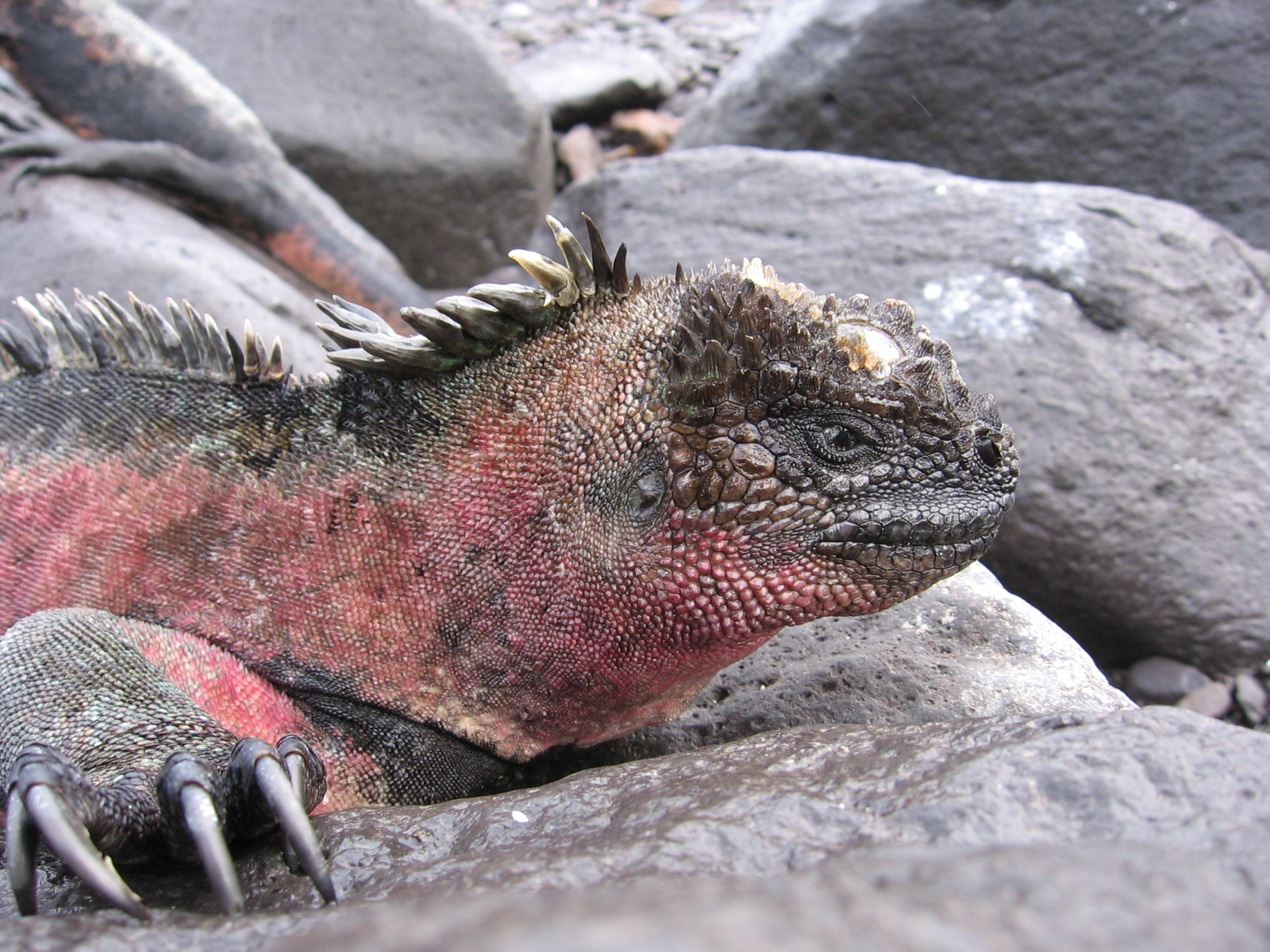
Un mâle adulte coloré sur l'île Fernandina.
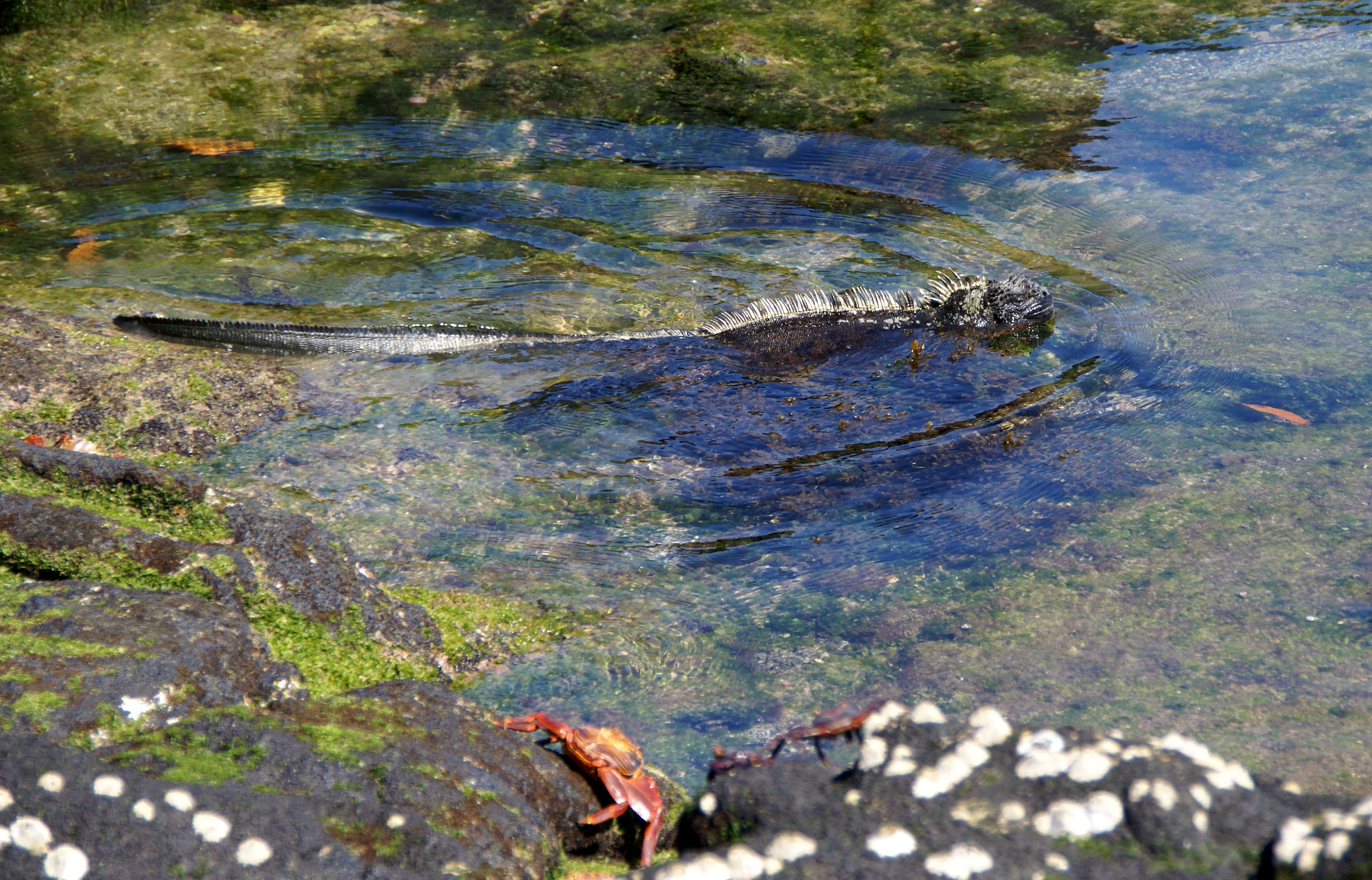
Iguane marin nageant (au premier plan, des crabes Grapsus grapsus).
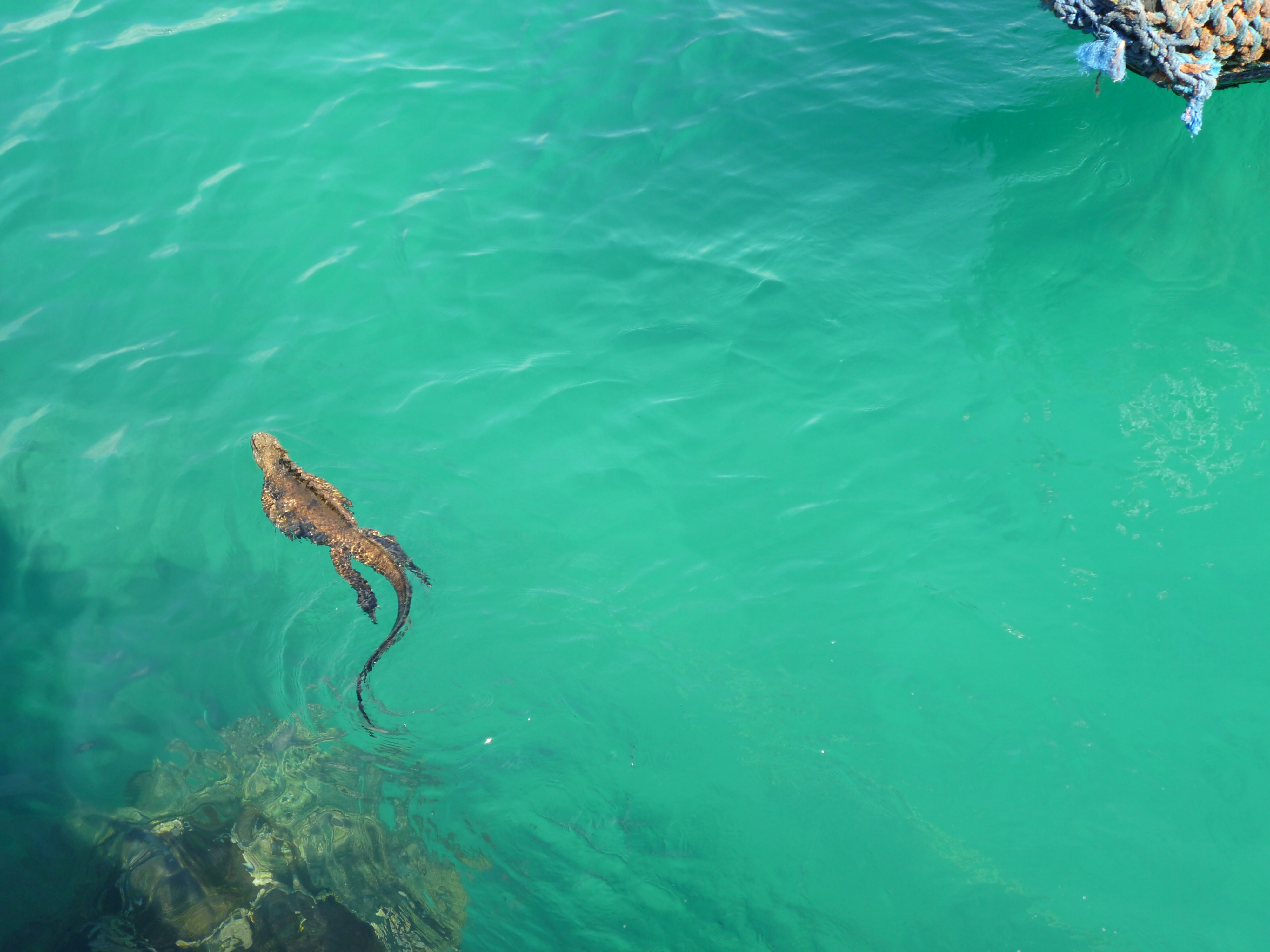
Iguane marin des Galapagos, Puerto Ayora.
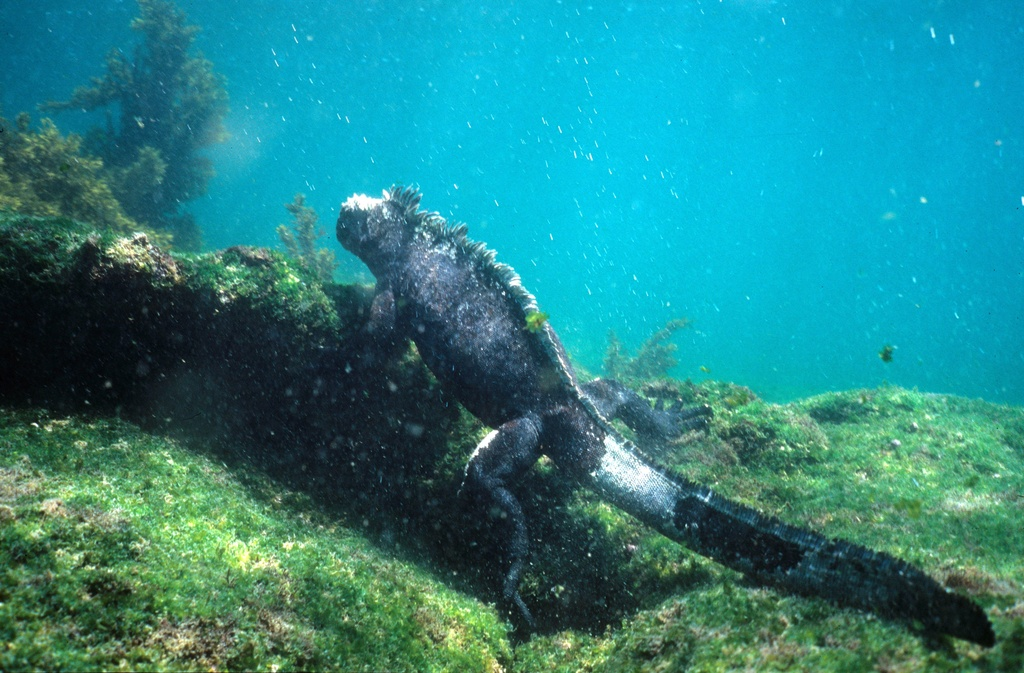
Iguane marin se nourrissant d'algues sur les rochers submergés.
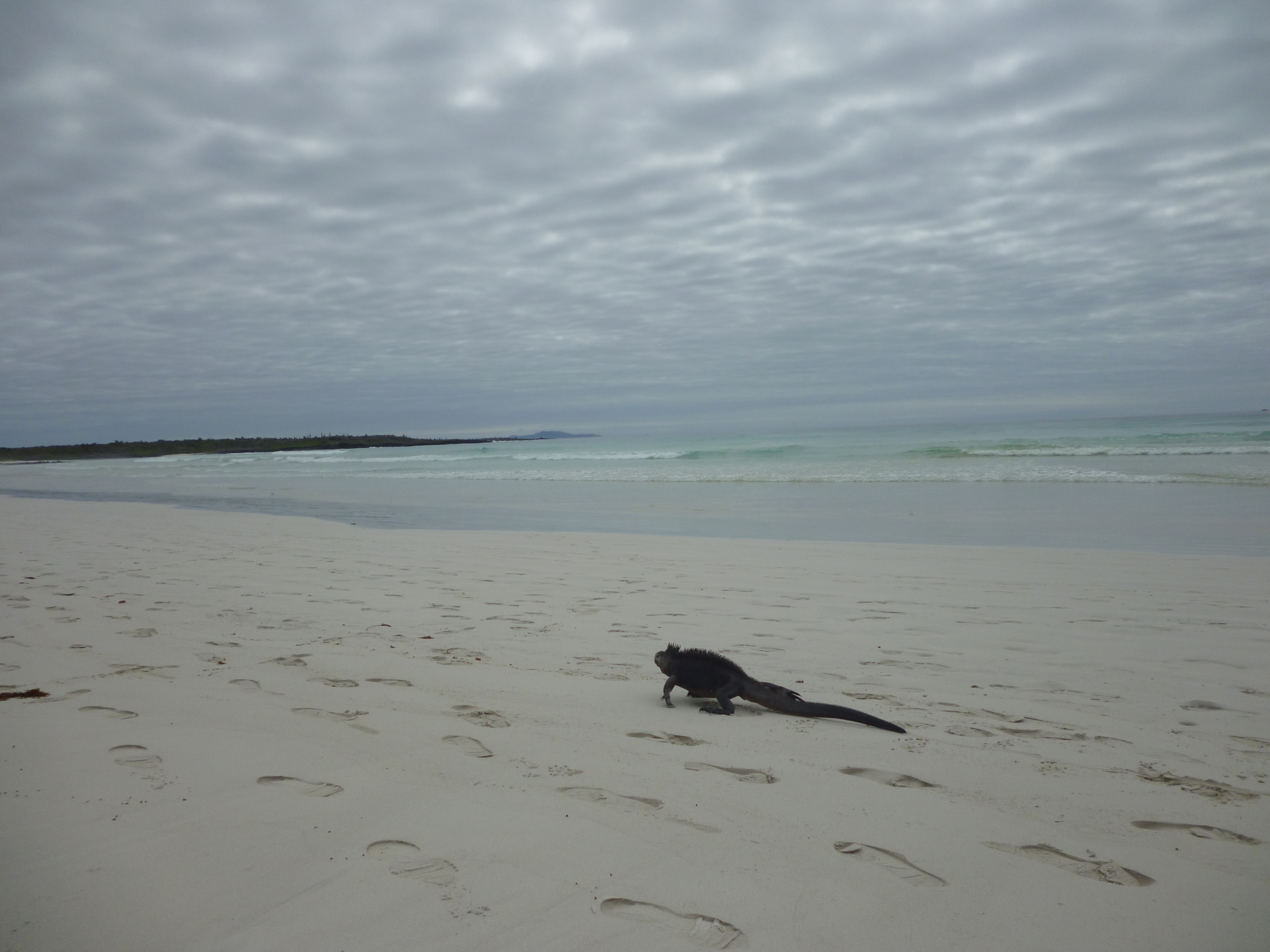
Iguane marin marchant sur la plage de Tortuga Bay, sur l'île Santa Cruz.
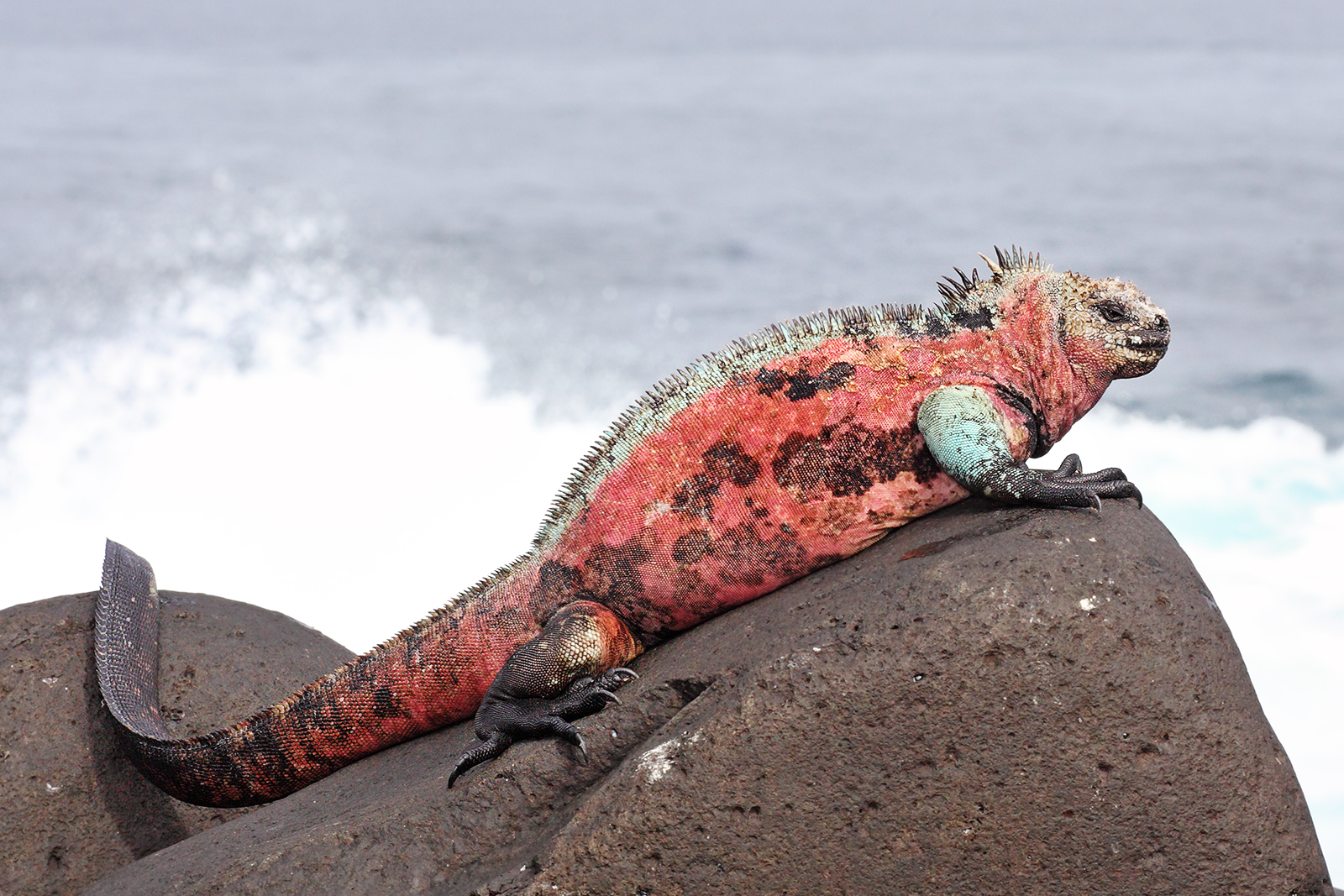
Amblyrhynchus cristatus venustissimus sur l'île Española.
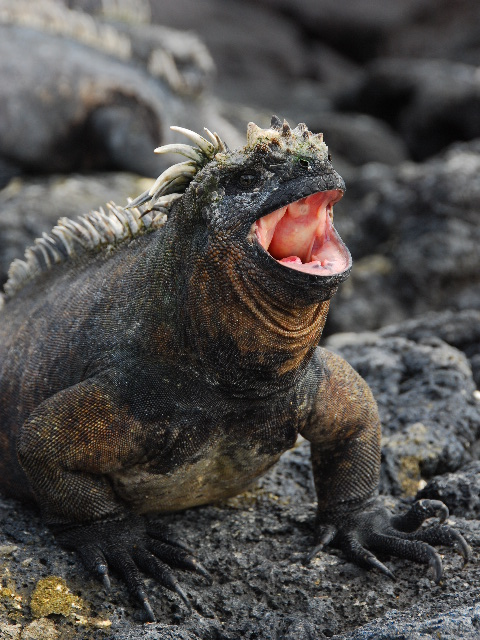
Mâle en rut secouant la tête pour intimider ses rivaux.
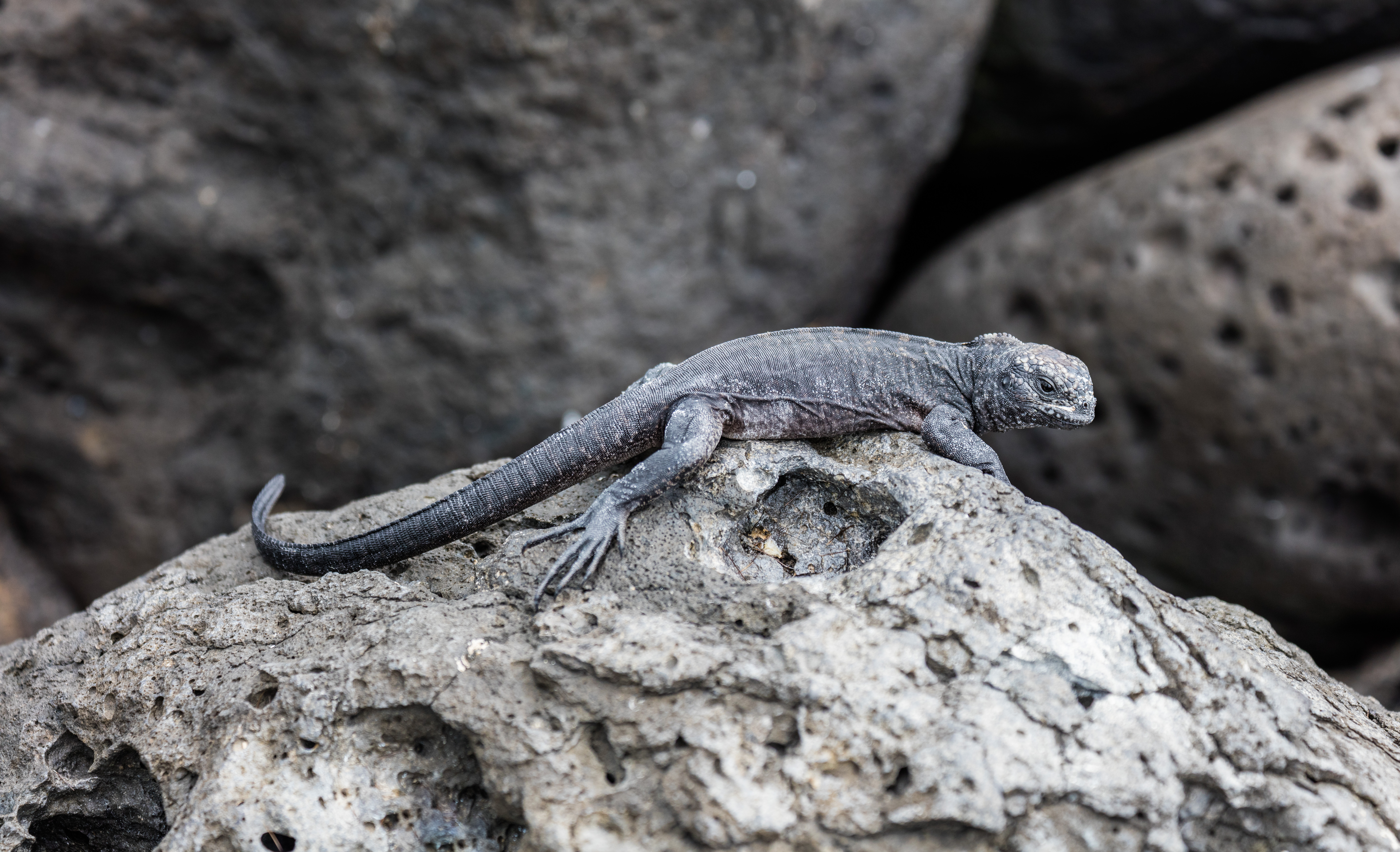
Un iguane marin juvénile sur les rochers de l'île Lobos.

Une autre différence entre les sous-populations d'iguanes marins est leur taille, puisque celle-ci diffère en fonction de l'île. Les iguanes vivant sur les îles Fernandina et Isabela sont les plus grands. Les plus petits se trouvent sur l'île Genovesa. Les mâles adultes mesurent jusqu'à 1,70 mètre, et les femelles 1 mètre. Les mâles peuvent peser jusqu'à 15 kg.
Sur terre, l'iguane marin est un animal plutôt maladroit, mais dans l'eau, c'est un nageur gracieux. Cela est dû à des adaptations à la vie marine qu'il ne partage pas avec les autres espèces d'iguanes. Sa queue aplatie latéralement et ses piquants dorsaux lui permettent de nager plus vite, tandis que ses longues griffes acérées lui permettent de s'accrocher aux roches et autres matériaux qui l'entourent, luttant ainsi contre les courants violents et la force des vagues.
Deux auteurs ont rapporté des cas d'hybridation, sur l'île Plaza Sud, entre Amblyrhynchus cristatus et Conolophus subcristatus, un iguane purement terrestre apparenté à l'iguane marin.
Lors de sa visite, Charles Darwin, habitué aux verts jardins anglais et à leur faune reptilienne fort discrète, trouva déplaisante l'apparence de ces animaux, écrivant : « Les pierres de lave noire de la plage sont très fréquentées par de grands (2-3 pieds) et dégoûtants lézards maladroits. Ils sont aussi noirs que les roches poreuses sur lesquelles ils rampent […]. Je les appelle les "lutins des ténèbres" ».

## Écologie et comportement
En nageant seulement dans les eaux peu profondes autour des îles, les iguanes marins sont capables de survivre à des plongées allant jusqu'à une demi-heure à des profondeurs de plus de 15 m. Darwin écrit d'ailleurs qu'un membre de l'équipage avait immergé un iguane pendant une heure puis, en le tirant avec une corde, l'avait trouvé toujours en vie.
Les plongées types ne durent cependant qu'une dizaine de minutes à des profondeurs de un à cinq mètres.
Après ces plongées, les animaux reviennent sur leur territoire de bord de mer pour se reposer et se réchauffer au soleil. Quand le froid l'engourdit, l'iguane n'est pas en mesure de se déplacer efficacement, ce qui le rend vulnérable à la prédation. Si on cherche alors à le saisir, il peut devenir agressif, compensant son manque de mobilité par des morsures. L'espèce est également vulnérable au moment de l'éclosion des juvéniles, guettés par des prédateurs aviens comme la buse des Galapagos, ou ophidiens comme le serpent des Galapagos.
Au cours de la saison de reproduction, les mâles deviennent territoriaux tandis que les femelles s'assemblent en grands groupes que les mâles courtisent, empêchant d'autres iguanes mâles de s'approcher. Pour manifester leur force, les mâles secouent vigoureusement la tête de haut en bas. Si cette intimidation ne suffit pas, des bagarres éclatent. Le vainqueur est celui qui reste maître du terrain et peut alors s'accoupler.
La taille des iguanes marins dépend des ressources alimentaires. Pendant les épisodes El Niño, les ressources en algues peuvent diminuer sensiblement, le taux de croissance des iguanes aussi, et la taille de ces générations sera de 20 % moindre que celle des générations précédentes. Lorsque les conditions alimentaires reviennent à la normale, les générations suivantes retrouvent la taille antérieure. Les iguanes de taille et d'appétit standard confrontés au phénomène El Niño supportent la sous-alimentation en perdant de la masse et du volume : on pense que leurs os raccourcissent par un retrait du tissu conjonctif via une hormone de stress particulière. La réduction de taille serait également due à l'avantage qu'ont les petits iguanes, comparativement aux plus gros, pour se réchauffer plus vite au soleil, leur permettant de retourner plus rapidement dans l'eau pour s'y nourrir. Toutefois, si la disette se prolonge, la mortalité des iguanes les plus gros et les plus âgés parsème le littoral de cadavres desséchés, que recyclent les crabes rouges des Galapagos, plus omnivores que ceux de l'Atlantique qui sont végétariens. Leur disparition permet au tapis algaire de se reconstituer plus vite.

## Alimentation
L'iguane marin a un régime alimentaire strictement herbivore tout au long de sa vie : il se nourrit d'algues, notamment de la famille des Ulvales, prélevées sur le littoral rocheux des îles, soit sur l'estran, soit en pleine eau. Sur l'estran, il se contente de prélever les algues exondées à basse mer. Mais il peut également nager autour des îles et plonger pour s'alimenter sur les champs d'algues immergés.

## Liste des sous-espèces
Comme souvent dans les archipels, des sous-espèces propres à une île ou à un groupe d'îles sont nées du croisement entre les sous-populations isolées sur ces îles, en raison de leur faible nombre ou absence.
- A. c. cristatus Bell, 1825 (île Fernandina et île Isabela)
- A. c. godzilla Miralles, Macleod, Rodríguez, Ibáñez, Jiménez-Uzcategui, Quezada, Vences & Steinfartz, 2017 (Nord-Est de l'île San Cristóbal)[8]
- A. c. hassi Eibl-Eibesfeldt, 1962 (île Santa Cruz)
- A. c. hayampi Miralles, Macleod, Rodríguez, Ibáñez, Jiménez-Uzcategui, Quezada, Vences & Steinfartz, 2017 (île Marchena)[8]
- A. c. jeffreysi Miralles, Macleod, Rodríguez, Ibáñez, Jiménez-Uzcategui, Quezada, Vences & Steinfartz, 2017 (île Wolf et île Darwin)[8]
- A. c. mertensi Eibl-Eibesfeldt, 1962 (Sud-Ouest de l'île San Cristóbal)
- A. c. nanus Garman, 1892 (île Genovesa)
- A. c. sielmanni Eibl-Eibesfeldt, 1962 (île Pinta)
- A. c. trillmichi Miralles, Macleod, Rodríguez, Ibáñez, Jiménez-Uzcategui, Quezada, Vences & Steinfartz, 2017 (île Santa Fé)[8]
- A. c. venustissimus Eibl-Eibesfeldt, 1956 (île Española)
- A. c. wikelskii Miralles, Macleod, Rodríguez, Ibáñez, Jiménez-Uzcategui, Quezada, Vences & Steinfartz, 2017 (île Santiago)[8]

A. c. albemarlensis est reconnue en 2017 comme étant synonyme d'A. c. cristatus.

## Publications originales
- Bell, 1825 : On a new genus of Iguanidae. Zoological Journal, London, vol. 2, p. 204-207 (texte intégral).
- Eibl-Eibesfeldt, 1956 : Eine neue Rasse der Meerechse, Amblyrhynchus cristatus venustissimus, nebst einigen Bemerkungen über Amblyrhynchus cristatus cristatus. Senckenbergiana biologica, vol. 37, p. 87-100.
- Eibl-Eibesfeldt, 1962: Neue Unterarten der Meerechse Amblyrhynchus cristatus, nebst weiteren Angaben zur Biologie der Art. Senckenbergiana biologica, vol. 43, no 3, p. 177-199.
- Garman, 1892 : The reptiles of the Galapagos Islands. Bulletin of the Essex Institute, vol. 24, p. 73-87 (texte intégral).